# Прапор Чернігівської області
Пра́пор Черні́гівської о́бласті — символічний знак, що виражає історичні й духовні традиції Чернігівщини.

## Опис
Прапор являє собою прямокутне зелене полотнище зі співвідношенням сторін 2:3, посередині якого проходить біла горизонтальна смуга (шириною 1/5 ширини прапора), а у верхньому від древка білому квадраті зображено герб області. Зелені смуги на прапорі символізують Полісся і лісостеп, а біла смуга — річку Десну.
Герб області — у срібному полі чорний двоголовий орел з червоними лапами та язиками, золотими очима й озброєнням (дзьоби та кігті), на головах — по золотій відкритій короні, а на грудях синій щиток із золотою облямівкою, на якому золотий знак князя Мстислава Володимировича, засновника Великого князівства Чернігівського (1024).
Прапор затверджено 11 липня 2000 року. Автори символів — І. Ситий, А. Гречило та В. Павленко.